# Tuyên Thành
Tuyên Thành (chữ Hán giản thể: 宣城市, bính âm: Xuānchéng Shì, Hán Việt: Tuyên Thành thị) là một địa cấp thị của tỉnh An Huy, Cộng hòa Nhân dân Trung Hoa. Tuyên Thành có diện tích 12.340 km², dân số 2,73 triệu người. Về mặt hành chính, địa cấp thị Tuyên Thành được chia thành các đơn vị hành chính gồm 1 quận, 2 thành phố cấp huyện và 4 huyện. 
- Quận Tuyên Châu (宣州区)
- Thành phố cấp huyện: Ninh Quốc (宁国市), Quảng Đức (广德市)
- Huyện: Lang Khê (郎溪县), Kính (泾县), Tinh Đức (旌德县), Tích Khê (绩溪县)